# Copa de Competencia Jockey Club
La Copa de Competencia  «Jockey Club» —llamada así porque el trofeo fue donado por esa entidad de la ciudad de Buenos Aires— fue una copa oficial del fútbol argentino, disputada entre 1907 y 1933. Siempre fue organizada por la asociación oficial ante la FIFA, que se llamó Argentine Football Association hasta 1912; después, Asociación Argentina de Football; y a partir de 1931, Asociación Argentina de Football (Amateurs y Profesionales).
Hasta la edición de 1919, participaron como invitados clubes afiliados a la Liga Rosarina de Fútbol; y desde 1921, solo equipos del Gran Buenos Aires y La Plata.
Originalmente el torneo se constituyó como la sección argentina de la Cup Tie Competition, que pasaba a ser una copa rioplatense en 1907, y otorgaba un cupo a la final de la copa, donde se enfrentaba a un representativo de la Asociación Uruguaya de Football. A partir de 1913, el certamen se separó de la Cup Tie, aunque recién en 1916 se premió con el trofeo «Jockey Club» a sus ganadores, debido a que estuvo en posesión de la Federación Argentina de Football. Existen dudas acerca de si el trofeo conservó el mismo nombre en todas las ediciones posteriores a 1919. A partir del cisma de 1919, dejó de disputarse con regularidad hasta 1933.
El fixture se establecía con un desarrollo de enfrentamientos similar al de las copas de liga que se disputaban en algunos campeonatos europeos, como la extinta Copa de la Liga de España, con la participación, por eliminación directa, de los clubes que conformaban uno de los torneos oficiales de Primera División del año en curso.
En 1952 se jugó una última Copa de Competencia, organizada por la AFA, que no se completó por motivos ajenos a la organización y que ya no llevaba el nombre de «Jockey Club».

## Campeones
| Año  | Campeón           | Subcampeón              |
| ---- | ----------------- | ----------------------- |
| 1907 | Alumni            | Belgrano Athletic       |
| 1908 | Alumni            | Argentino de Quilmes    |
| 1909 | Alumni            | Newell's Old Boys       |
| 1910 | Estudiantes (BA)  | Gimnasia y Esgrima (BA) |
| 1911 | San Isidro        | Estudiantes (BA)        |
| 1912 | San Isidro        | Quilmes                 |
| 1913 | San Isidro        | Racing Club             |
| 1914 | River Plate       | Newell's Old Boys       |
| 1915 | Porteño           | Racing Club             |
| 1916 | Rosario Central   | Independiente           |
| 1917 | Independiente     | Estudiantes (LP)        |
| 1918 | Porteño           | River Plate             |
| 1919 | Boca Juniors      | Rosario Central         |
| 1921 | Sportivo Barracas | Nueva Chicago           |
| 1925 | Boca Juniors      | Argentinos Juniors      |
| 1931 | Sportivo Balcarce | Almagro                 |
| 1933 | Nueva Chicago     | Banfield                |

## Palmarés
| Equipo            | Títulos | Años             |
| ----------------- | ------- | ---------------- |
| Alumni            | 3       | 1907, 1908, 1909 |
| San Isidro        | 3       | 1911, 1912, 1913 |
| Boca Juniors      | 2       | 1919, 1925       |
| Porteño           | 2       | 1915, 1918       |
| Estudiantes (BA)  | 1       | 1910             |
| River Plate       | 1       | 1914             |
| Rosario Central   | 1       | 1916             |
| Independiente     | 1       | 1917             |
| Sportivo Barracas | 1       | 1921             |
| Sportivo Balcarce | 1       | 1931             |
| Nueva Chicago     | 1       | 1933             |

## Copa de Competencia de 1952
En 1952 se jugó una última edición organizada por la AFA, cuyo trofeo no llevaba el nombre del Jockey Club. Este torneo no se completó debido a la muerte de la primera dama, Eva Duarte de Perón. En esta edición participaron equipos de Primera División, Primera B y los campeones de las ligas de Tucumán, Mendoza y Córdoba.